# Sønder Borris Sogn
Sønder Borris Sogn er et sogn i Skjern Provsti (Ribe Stift).
I 1800-tallet var Faster Sogn anneks til Sønder Borris Sogn. Begge sogne hørte til Bølling Herred i Ringkøbing Amt. Sønder Borris-Faster sognekommune blev senere delt, så hvert sogn dannede sin egen sognekommune. Ved kommunalreformen i 1970 blev både Sønder Borris og Faster indlemmet i Skjern Kommune, der ved strukturreformen i 2007 indgik i Ringkøbing-Skjern Kommune.
I Sønder Borris Sogn ligger Borris Kirke.
I sognet findes følgende autoriserede stednavne:
- Ahler Gårde (bebyggelse, ejerlav)
- Ahler Mark (bebyggelse)
- Bolkvig (bebyggelse)
- Borris (stationsby)
- Borris Kirkeby (bebyggelse)
- Borris Nørreland (areal, ejerlav)
- Borris Plantage (areal)
- Borris Sønderland (areal, ejerlav)
- Bukhøje (areal)
- Dalager (bebyggelse)
- Debelmose (bebyggelse)
- Feldsing (bebyggelse)
- Foldager Bakke (areal)
- Gjaldbæk (bebyggelse)
- Gravl (bebyggelse)
- Grønborg (bebyggelse)
- Gåsdal (bebyggelse)
- Hjoptarp (bebyggelse)
- Hvollig Høj (areal)
- Højby (bebyggelse)
- Kalvemose (areal)
- Kildebakker (areal)
- Kodbøl (bebyggelse)
- Kvisthuse (bebyggelse)
- Kærbæk (vandareal)
- Mangehøje (areal)
- Nørre Højby (bebyggelse)
- Poulsgård (bebyggelse)
- Roderdal (areal)
- Røverstuer (areal)
- Sortekær (areal)
- Søbjerge (areal)
- Sønderby (bebyggelse)
- Tarp (bebyggelse)
- Tranedamsmose (areal)
- Vesterby (bebyggelse)
- Votkær (bebyggelse)